# Edgardo Garrido
Edgardo Garrido Merino (Valparaíso, 1 de novembro de 1888 — Santiago do Chile, 5 de julho de 1976) foi um dramaturgo, romancista e diplomata chileno.

## Prêmios
Edgardo Garrido ganhou o Prêmio Nacional de Literatura do Chile em 1972.